# Mydaea affinis
Mydaea affinis är en tvåvingeart som beskrevs av Meade 1891. Mydaea affinis ingår i släktet Mydaea och familjen husflugor. Arten är reproducerande i Sverige. Inga underarter finns listade i Catalogue of Life.